# Mua đa hùng
Mua đa hùng, tên khoa học Melastoma malabathricum, còn gọi là đỗ quyên Ấn hay đỗ quyên Singapore hoặc tiếng Mã Lai: Senduduk;campuchia បាយក្រញាញ, bai kranhanh);tiếng Thái: โคลงเคลงขี้นก, Khlong khelng khi nok), là một loài thực vật có hoa trong họ Mua. Loài này được Carolus Linnaeus mô tả khoa học đầu tiên năm 1753.
Chúng được tìm thấy ở Ấn Độ, Campuchia, Lào, Malaysia, Myanmar, Nepal, Nhật Bản, Philippin, Thái Lan, Trung Quốc và Việt Nam.

## Hình ảnh

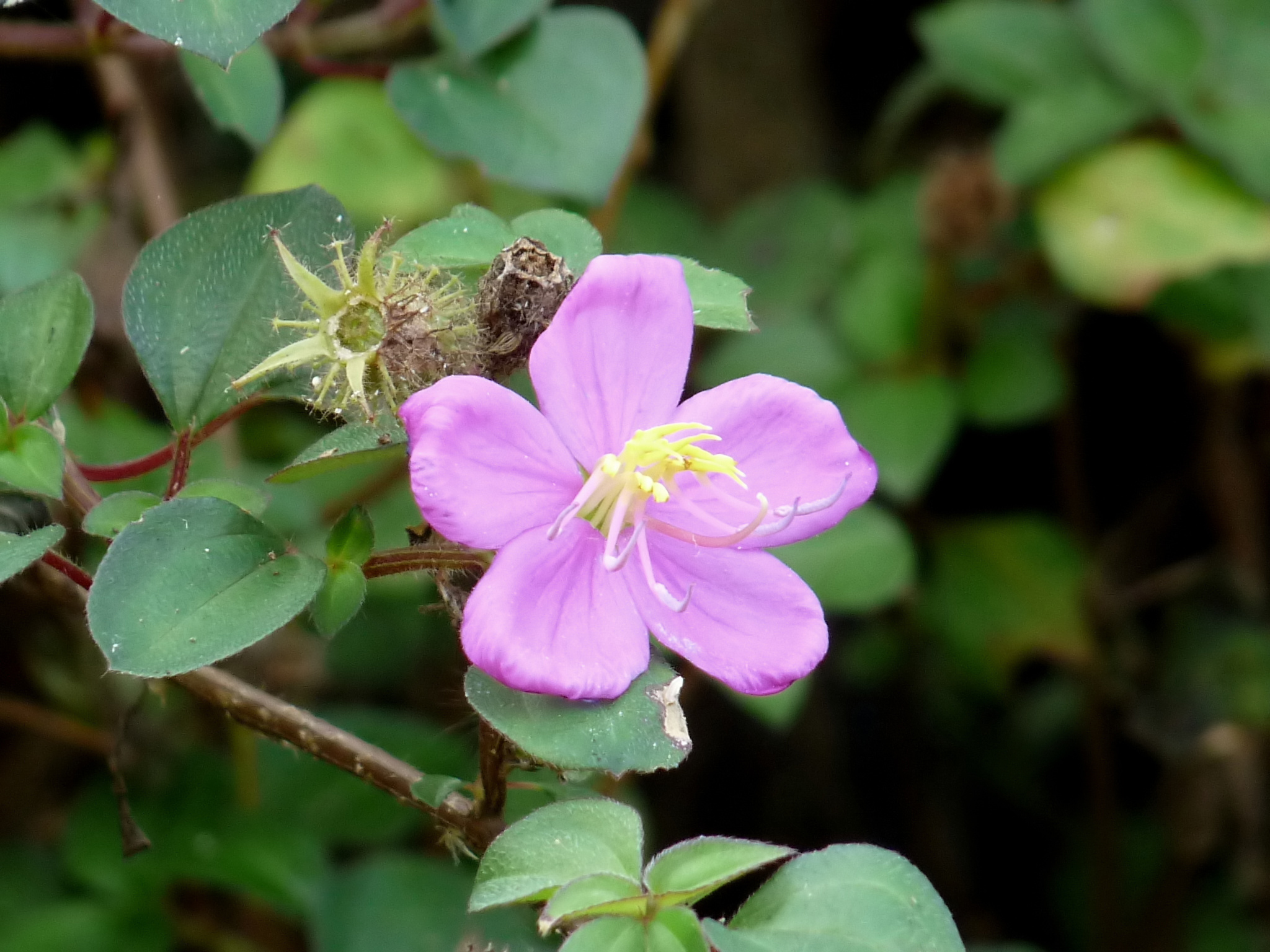
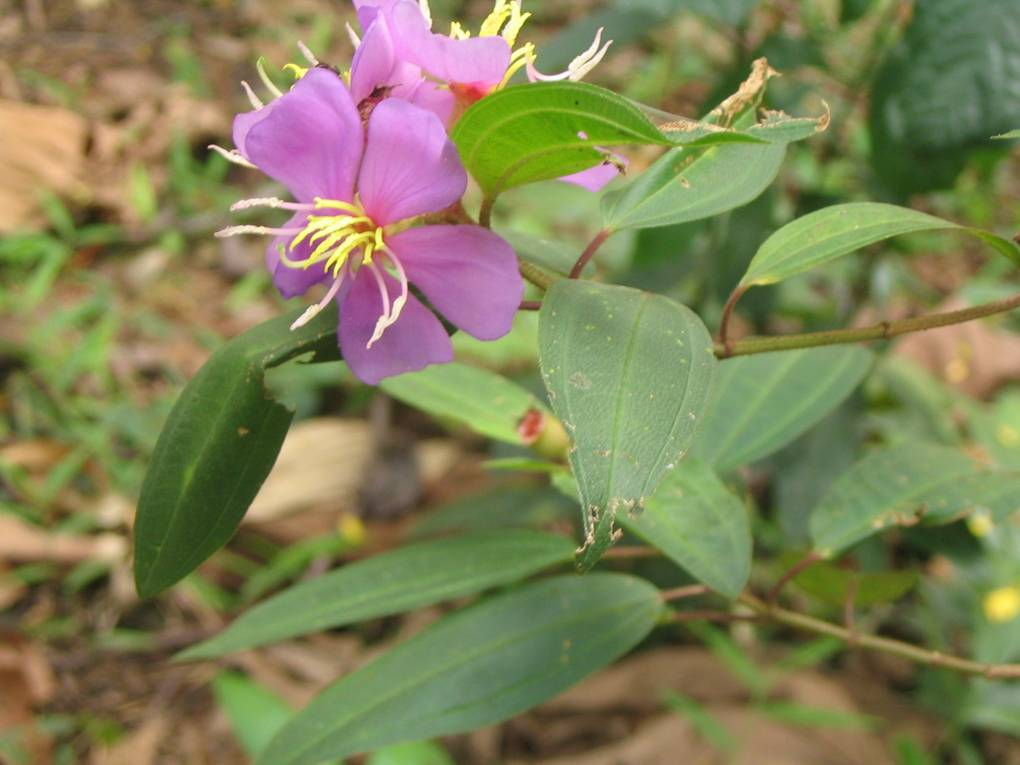
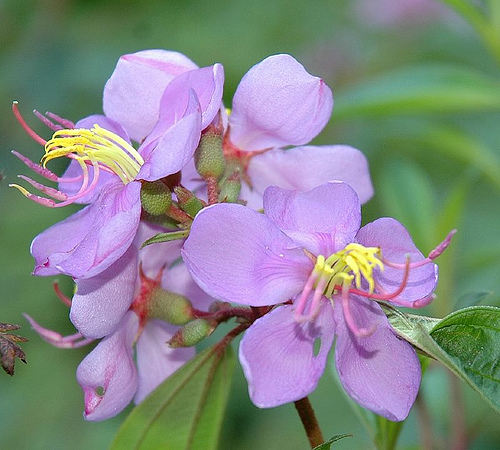
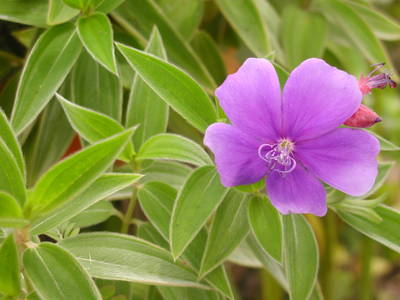